# Filippo Volpato
Filippo Volpato (Camposampiero, 14 gennaio 1973) è un ex cestista italiano.

## Carriera
Inizia nel Petrarca. Gioca in Serie A1 con Pesaro e in Serie A2 con Biella. Successivamente milita nelle serie minori in varie squiadre in giro per l'Italia.